# Georg Fritz (Publizist)

Georg Fritz als Kolonialbeamter

Georg Fritz, 1891

Georg Fritz (* 24. November 1865 in Alzey; † 18. November 1944 ebenda) war ein deutscher Finanz- und Kolonialbeamter, Geheimer Regierungsrat und antisemitischer Publizist.

## Leben
Fritz studierte Forst- und Kameralwissenschaften an den Universitäten Gießen und München und war dort Mitglied der Corps Teutonia bzw. Franconia. Nach Beendigung seiner Studien ging als wissenschaftlicher Mitarbeiter an eine Forschungseinrichtung in Rio de Janeiro, weil er unmittelbar im Anschluss an sein Studium keine Oberförsterstelle in Hessen bekommen konnte. Persönlich kam er dort mit dem leitenden Professor nicht zurecht, und er kam als Schiffsjunge zurück nach Deutschland. Dort nahm er ein zweites Studium auf, das der Finanzwissenschaft. Zunächst arbeitete er als Finanzassessor in Mainz, wo er einen ersten Kontakt zum völkischen Deutschbund aufnahm. Erneut im Beruf unzufrieden bewarb er sich erfolgreich – offensichtlich unter Vermittlung des gleichaltrigen Heinrich Claß, der Vorsitzender des Alldeutschen Verbands war – um eine Stelle im Kolonialdienst.

### Kolonialbeamter
Ab November 1899 war Fritz Bezirksamtmann der Marianen-Inseln, eines Teils der Kolonie Deutsch-Neuguinea. Von seinem Dienstsitz auf der Insel Saipan aus leitete er die anfänglich aus drei Beamten bestehende Verwaltung, kommandierte die Polizeitruppe und war als Richter für Zivil- und Strafsachen zuständig. Fritz förderte die Entwicklung von Handel und Landwirtschaft und initiierte den Bau von Straßen, die Anlage von Pflanzungen und die Gründung einer Schule. Zugleich führte er historische und ethnologische Untersuchungen über das Volk der Chamorro durch und veröffentlichte 1904 ein Wörterbuch der Sprache Chamorro. Nachdem 1905 Taifune Schäden auf Inseln der Karolinen angerichtet hatten, regte Fritz die Umsiedlung von Karolinern auf die Marianen an. Bis 1911 wurden über 1000 Karoliner – meist gegen ihren Willen – auf die Marianen deportiert.
Im April 1906 zunächst nach Yap in den westlichen Karolinen versetzt, war Fritz ab April 1908 Bezirksamtmann für den Osten der Karolinen (Bezirk Ponape) mit Dienstsitz auf der Insel Pohnpei. Die Bevölkerung der Insel war in rivalisierende Bezirke und Fraktionen gespalten; zudem gab es erhebliche Auseinandersetzungen zwischen Katholiken und Protestanten. Gouverneur Albert Hahl wollte das bislang geduldete einheimische Herrschaftssystem abschaffen, eine deutsche Lokalverwaltung einführen und die wirtschaftliche Erschließung Pohnpeis unter anderem durch den Bau von Straßen beschleunigen. Die für den Straßenbau vorgesehene Zwangsarbeit stieß auf den Widerstand der Einheimischen; die Oberschicht Pohnpeis sah durch die deutschen Pläne ihre Privilegien gefährdet. Fritz wollte die Maßnahmen einvernehmlich und in Verhandlungen durchsetzen. Zugleich forderte er zwei Kriegsschiffe des Ostasiengeschwaders an, um die Opposition einzuschüchtern. Als Fritz katholischen Missionaren vorwarf, die Unruhen zu schüren, wurde dies im Kolonialamt missbilligt, da es den politischen Katholizismus gegen die Kolonialpolitik aufbringe. Im Oktober 1909 wurde Fritz in Pohnpei abgelöst und übernahm auf Yap das Amt seines dortigen Vorgängers, dem Bezirksamtmann Arno Senfft. Im Oktober 1910 schied er auf eigenen Wunsch aus dem Kolonialdienst aus. Fritz’ Nachfolger in Pohnpei, Carl Boeder, versuchte die Maßnahmen gewaltsam durchzusetzen und löste damit den Aufstand der Sokehs aus, bei dem er getötet wurde.: S. 80–82 Im 1912 erschienenen Buch Ad majorem Dei Gloriam! benannte Fritz Gouverneur Hahl und Bezirksamtmann Boeder als die Hauptschuldigen für den Ausbruch des Aufstands. Zugleich behauptete Fritz, nur durch katholische „Propaganda“ hätte sich die Unruhen entwickeln können. Bereits Ende 1909 hatte Fritz gegen den Apostolischen Präfekten für die Karolinen- und Palauinseln Klage erhoben, der Fritz Feigheit vorgeworfen hatte. Im März 1913 wurde der Präfekt wegen „verleumderischer Beleidigung unter Annahme mildernder Umstände“ zu einer Geldstrafe verurteilt. Ab Ende 1912 leitete Fritz 18 Monate lang eine Plantage auf der indonesischen Insel Java.
Fritz prägte mit einer „patriarchalischen Politik“ die ersten Jahre der deutschen Herrschaft in den Marianen, so der Historiker Gerd Hardach. Dabei „identifizierte sich Fritz […] in ganz ungewöhnlicher Weise mit seiner Aufgabe und entwickelte ein genuines Interesse für die einheimische Kultur der Marianen“. Dies stehe in einem „merkwürdigen Kontrast“ zu Fritz’ antisemitischen „Plattheiten“, die sich auch in seinen Akten in Saipan finden.: S. 78 Fritz’ Rolle im Konflikt in Pohnpei wird von Historikern als „kompetent, sorgfältig und verständnisvoll“ eingeschätzt.

### Antisemitischer Publizist
1914 wurde Fritz Mitglied im Alldeutschen Verband und enger Mitarbeiter von Heinrich Claß, der ihn in seiner Veröffentlichung von 1932 „Wider den Strom. Vom Werden und Wachsen der nationalen Position im alten Reich“ (Leipzig 1932) würdigte. 1915 später veröffentlichte Fritz in einer Broschüre seine Gedanken zur „Ostjudenfrage“ („Die Ostjudenfrage. Zionismus und Grenzschluß“; vgl. Ostjuden und Westjuden), in der er vor allem davor warnte, eine Vergrößerung Deutschlands nach Osten könne unter anderem durch „Millionen nicht nur armer, leiblich und sittlich verkümmerter Menschen, sondern rassefremder, verjudeter Mongolen“ Schaden nehmen. Seine Intention war es, zum Schutz der Juden auf derartige Interventionen zu verzichten, ansonsten drohe die „gründlichste Ausjätung“ der Juden in Deutschland. Er warb für Grenzsperren und gründliche Selektion von Einwanderern sowie für diplomatische Bemühungen zur Auswanderung der Juden. Einen eigenen Staat Palästina lehnte er aber strikt ab, da sich dieser als Herd „von Machenschaften und feindlichen Verschwörungen gegen unsere welt- und handelspolitischen Interessen […] entwickeln würde“. Mit der Veröffentlichung war Fritz Vorreiter einer Serie von mehr oder weniger antisemitischen Schriften während des Ersten Weltkrieges. Laut Uwe Lohalm richtete sich Fritz’ Veröffentlichung nur vordergründig gegen die Ostjuden, von denen damals nur sehr wenige in das Deutsche Reich einwanderten. „Völkische und Nationalisten spielten die ›Ostjudenfrage‹ bewußt hoch, um unter Umgehung der Kriegszensur die Juden insgesamt und die mit ihnen in Zusammenhang gebrachten innenpolitichen Gegner zu treffen“, so Lohalm.: S. 72
Claß und Fritz suchten den Begriff „alljüdisch“ zu bestimmen. Während Claß den Begriff dem „alldeutschen“ gegenübergestellt hatte, entwarf Fritz Ende Juni 1917 in der Deutschen Zeitung das Bild des „internationalen Judentums“, das er scharf kritisierte und als „die eigentliche ‚zersetzende Wirkung‘ in Politik, Wirtschaft und Kultur“ geißelte.: S. 50 In einem zweiten Artikel dieses Alldeutschen Verbandsorgans thematisierte er erneut die Gefahr der massenhaften Einwanderung der Ostjuden und forderte gesetzliche Regelungen zu ihrer Eindämmung. Anderenfalls müsse eine völlige „Neuorientierung gegenüber dem Judentum im Allgemeinen und seiner staatsbürgerlichen Gleichberechtigung“ erfolgen. Er meinte damit, dass die in Deutschland lebenden Juden „Ausländerstatus“ bekommen müssten.
Im September 1918 wurde Fritz auf Wunsch Konstantin von Gebsattels stellvertretender Vorsitzender im alldeutschen „Ausschuß für die Judenfrage“. Der von Claß vorgeschlagene Ausschuss sollte die Grundlage dafür schaffen, dass der Antisemitismus endgültig in das Programm der Alldeutschen aufgenommen und als politisches Kampfmittel verwandt wurde. Durch die Novemberrevolution trat der Ausschuss nicht mehr zusammen.: S. 51 f Als Reaktion auf die Revolution strebten die Alldeutschen die Gründung einer auf Massenwirkung angelegten antisemitischen Organisation an, die die bereits bestehenden antisemitischen Gruppen zusammenfassen sollte. Fritz bildete zusammen mit Claß, Gebsattel und Karl Lohmann den am 18. Februar 1919 erstmals zusammengetretenen Ausschuss, der die Gründung des Deutschvölkischen Schutz- und Trutzbundes im September 1919 organisierte.: S. 20
1920 veröffentlichte Fritz in Weimar das dreibändige Deutschvölkische Jahrbuch im Alexander Duncker-Verlag. Bis 1927 war er Geschäftsführer der Deutschen Zeitung (DZ). In seinen Beiträgen gehörte Fritz innerhalb der DZ zu der Minderheit, die noch in der zweiten Hälfte der 1920er Jahre Frauen als „Dienerin des Mannes“ bezeichneten: „Das Weib ist mit Leib und Seele Geschlechtswesen, als Gattin und Mutter erfüllt es seinen Lebenszweck und findet sein Glück dabei“, so Fritz, der zugleich dem Mann genialen Intellekt und „Tod verachtender Tatwille“ zuschrieb. Die Frauenbewegung sah er als „Zeichen der Volksentartung“. Nach Angaben der DZ-Redakteurin Ilse Hamel führten Fritz’ positive Besprechungen antifeministischer Veröffentlichungen zu Auseinandersetzungen in der Redaktion und zum Protest von Frauenorganisationen.
Anfang der 1930er Jahre arbeitete Fritz für die Zeitschrift Die deutsche Werbung. Im 1934 veröffentlichten Kolonien? Das koloniale Schicksal der deutschen Volkes – geschichtlich als Lehre – politisch als Aufgabe kritisierte Fritz den Kolonialismus in Übersee. In der nationalsozialistisch geprägten Veröffentlichung trat er dafür ein, dass jegliche deutsche Kolonisation in Osteuropa erfolgen solle. 1935 ließ er sich wieder in seiner Heimatstadt Alzey nieder, wo er auch starb und beigesetzt wurde.

## Schriften (Auswahl)
- Chamorro Grammatik. In: Mitteilungen des Seminars für Orientalische Sprachen an der Friedrich-Wilhelms-Universität, 6, 1903, S. 1–27.
- Chamorro-Wörterbuch. Berlin: Georg Reimer, 1904.
- Die Chamorro. Eine Geschichte und Ethnographie der Marianen. Ethnologisches Notizblatt 3,3 (1904), S. 25–110. Engl. Übersetzung durch Scott Russell 2001.
- Corps Teutonia zu Gießen. 1839–1935. Münchow′sche Universitäts-Druckerei Otto Kindt, Gießen 1939.